# Лермонтовское сельское поселение (Иркутская область)
Лермонтовское сельское поселение  или Лермонтовское муниципальное образование — муниципальное образование со статусом сельского поселения в Куйтунском районе Иркутской области России.
Административный центр — Лермонтовский.

## Население
| 2010  | 2011  | 2012  | 2013  | 2014  | 2015  | 2016  |
| ----- | ----- | ----- | ----- | ----- | ----- | ----- |
| 1494  | ↘1487 | ↘1451 | ↘1430 | ↘1388 | ↘1378 | ↘1347 |
| 2017  |       |       |       |       |       |       |
| ↘1315 |       |       |       |       |       |       |

По результатам Всероссийской переписи населения 2010 года 
численность населения муниципального образования составила 1494 человека, в том числе 709 мужчин и 785 женщин.

## Населённые пункты
В состав муниципального образования входят населённые пункты:
- Лермонтовский
- Станица 3-я
- Еланский
- Или
- Каранцай

Исчезнувшие населённые пункты
- Овчинниковский (Новая Москва)
- Никифоровский